# Parafia św. Jakuba Apostoła w Niegardowie
Parafia świętego Jakuba Apostoła w Niegardowie – parafia rzymskokatolicka, znajdująca się w diecezji kieleckiej, w dekanacie słomnickim.